# 下里公設市場
下里公設市場（しもざとこうせついちば）は、かつて沖縄県宮古島市にあった公設市場である。本項では、後身の宮古島市公設市場についても併せて説明する。

## 沿革
かつて下里村番所（後に平良村役場）があった場所に、1911年（明治44年）に役場が移転した後に、自然発生的に生まれた。
戦後は公設市場として平良市が管理するようになり、1954年（昭和29年）には木造平屋建の市場が建設された。しかし、1967年（昭和42年）11月14日に発生した火事（名渡山商店から発火したため名渡山火事と呼ばれる）によって焼失。
1969年（昭和44年）3月に鉄筋コンクリート造2階建て（半地下1階・地上１階。各階の床面積558.6m2）の市場が完成した。この市場では、ピーク時には120店舗が営業し、食料品、精肉、鮮魚が販売されていたが、2008年9月に建物の老朽化を理由に閉鎖された。
跡地には、宮古島市公設市場が建設されることとなり、2010年12月14日に着工、2011年7月にオープンしている。施設は鉄筋コンクリート造2階建て。建築面積468m2、延面積は745m2。総事業費は1億5000万円。

## 所在地
- 宮古島市平良字下里通り近辺